# Sinergia
La sinergia (dal greco συνεργός, che significa "lavorare insieme"), in generale, può essere definita come la reazione di due o più agenti che lavorano insieme per produrre un risultato non ottenibile singolarmente. Il concetto è applicato in tutte le discipline, dalla biologia alla sociologia.
Come esempio triiodotironina e le catecolamine hanno effetti sinergici nella termogenesi, il lavoro di squadra ottiene risultati superiori a quelli derivanti dalla somma del lavoro dei suoi singoli componenti.

## Definizioni
In un contesto organizzativo, considerato che un gruppo coeso ottiene risultati maggiori rispetto all'azione dei singoli, la sinergia può definirsi la maggiore capacità di resa di un gruppo grazie all'azione collettiva dei suoi membri. Queste conclusioni derivano da studi condotti da Jay Hall su una vasta casistica di elementi raccolti durante analisi delle attività di gruppo.
In un'applicazione aziendale la sinergia corrisponde, pertanto, al lavoro di squadra che produce un risultato complessivo migliore di quello prodotto da ogni persona che stava lavorando per lo stesso obiettivo singolarmente. Tuttavia, il concetto di coesione del gruppo deve essere considerato. La coesione del gruppo è quella proprietà che viene dedotta dal numero e dalla forza dei reciproci atteggiamenti positivi tra i membri del gruppo. Quando il gruppo diventa più compatto, il suo funzionamento è influenzato in vari modi. In primo luogo, l'interazione e la comunicazione tra i membri del gruppo aumentano; inoltre aumenta la loro soddisfazione poiché il gruppo offre amicizia e sostegno contro le minacce esterne. Tuttavia, la coesione può avere effetti negativi: il gruppo potrebbe prendere decisioni più rischiose di quelle che avrebbe preso un componente singolarmente. "2+2=5 e non 4" è identificabile come concetto chiave di una sinergia, espresso anche nel romanzo distopico 1984 di George Orwell.
In un contesto tecnico corrisponde ad un gruppo di elementi diversi che lavorano insieme per produrre risultati non ottenibili con uno solo degli elementi. Il gruppo può essere composto da persone, hardware, software, servizi, documenti: tutte le cose necessarie per produrre risultati a livello di sistema. In sostanza, un sistema costituisce un insieme di componenti che lavorano insieme con un obiettivo comune: soddisfare alcune necessità designate.
Il termine "sinergia" è stato raffinato da Richard Buckminster Fuller, che ha analizzato alcune delle sue implicazioni più pienamente e ha coniato il termine "sinergetico". La sinergia può essere intesa come l'opposto del concetto di entropia. Quindi fu forse più di una "scoperta", etimologicamente parlando. Essa infatti è:
- uno stato dinamico nel quale l'azione di gruppo è favorita rispetto a quella di un singolo;
- l'azione di cooperazione di due o più stimoli (o farmaci) che producono una reazione diversa o superiore a quella prodotta dagli stimoli individualmente.

### Sinergia di farmaci
La sinergia di farmaci si verifica quando uno o più farmaci possono aumentare i propri effetti, positivi o collaterali. Questa a volte è sfruttata nella preparazione di farmaci come la codeina mischiata con il paracetamolo o l'ibuprofene per rafforzare la propria azione di antidolorifico.

### Il valore delle sinergie nelle operazioni di acquisizione e di fusione (M&A)
Gli studi di finanza aziendale spiegano l'efficacia delle operazioni di M&A riferendosi alla possibilità di realizzare delle sinergie. La logica economica sottesa a un'operazione di M&A è che il valore della business combination sia maggiore del valore delle due aziende considerate in modo indipendente. Tuttavia, si devono sottolineare due problematiche: (1) i metodi di stima del valore delle sinergie. A tal proposito, Mocciaro Li Destri & Picone (2009), dopo aver rilevato per ciascuna funzione della catena del valore di Porter l'emergere di potenziali sinergie propongono uno schema per la loro valutazione che classifica le sinergie in flussi, rischio e option; (2) il valore delle sinergie non deve essere maggiore al premium pagato per l'acquisizione dell'impresa.

### Sinergia nel matrimonio
La sinergia nel matrimonio si verifica quando due sposi, operando in un contesto collaborativo e di amore, risolvono problemi che singolarmente non avrebbero saputo affrontare.